# André de Yougoslavie
André de Yougoslavie, prince de Yougoslavie, est né le 28 juin 1929 à Bled, en Yougoslavie, et mort le 7 mai 1990 à Irvine, aux États-Unis. Troisième fils du roi Alexandre Ier de Yougoslavie, c'est un prince serbe ayant passé l'essentiel de sa vie en exil. 

## Famille
Le prince André est le troisième fils et le dernier enfant du roi Alexandre Ier de Yougoslavie (1888-1934) et de la reine Marie de Roumanie (1900-1961). Par son père, il descend du roi Pierre Ier de Serbie et de la princesse Zorka de Monténégro tandis que, par sa mère, il a pour grands-parents le roi Ferdinand Ier de Roumanie (1865-1927) et la princesse Marie de Saxe-Cobourg-Gotha (1875-1938).
Le prince André a donc la particularité généalogique d'être à la fois un descendant de la reine Victoria du Royaume-Uni (1819-1901), surnommée la « grand-mère de l'Europe », du roi Nicolas Ier de Monténégro (1841-1921), surnommé le « beau-père de l'Europe », et de la reine Marie de Roumanie  (1875-1938), surnommée la « belle-mère des Balkans ».
Le 2 août 1956, André épouse, à Kronberg im Taunus, en Allemagne, la princesse Christine de Hesse-Cassel (1933-2011), fille aînée du prince Christophe de Hesse-Cassel (1901-1943) et de son épouse la princesse Sophie de Grèce (1914-2001). De ce mariage naissent deux enfants :
- Maria Tatiana (« Tania ») de Yougoslavie (1957), qui épouse, en 1990, Gregory Thune-Larsen ;
- Christophe de Yougoslavie (1960-1994).

Divorcé le 31 mai 1962, André se remarie, le 18 septembre 1963, à Longton Green, au Royaume-Uni, à la princesse Kira de Leiningen (1930-2005), fille du prince Frédéric-Charles de Leiningen (1898-1946) et son épouse la grande-duchesse Maria Kirillovna de Russie (1907-1951). De cette union naissent trois enfants :
- Lavinia de Yougoslavie (1961), née avant le mariage de ses parents et donc non dynaste, qui épouse, en 1989, Erastos Dimitrios Sidiropoulos avant de divorcer en 1993 et de se remarier, en 1998, à Austin Prichard-Levy (1953-2017) ;
- Vladimir de Yougoslavie (1964), qui épouse, en 2000, Brigitte Müller ;
- Dimitri de Yougoslavie (1965).

Divorcé le 10 juillet 1972, André se remarie, le 30 mars 1974, à Palm Springs, aux États-Unis, à Eva Maria (née Milica) Andjelković (1926-2020), avec laquelle il n'a pas de descendance.

## Biographie

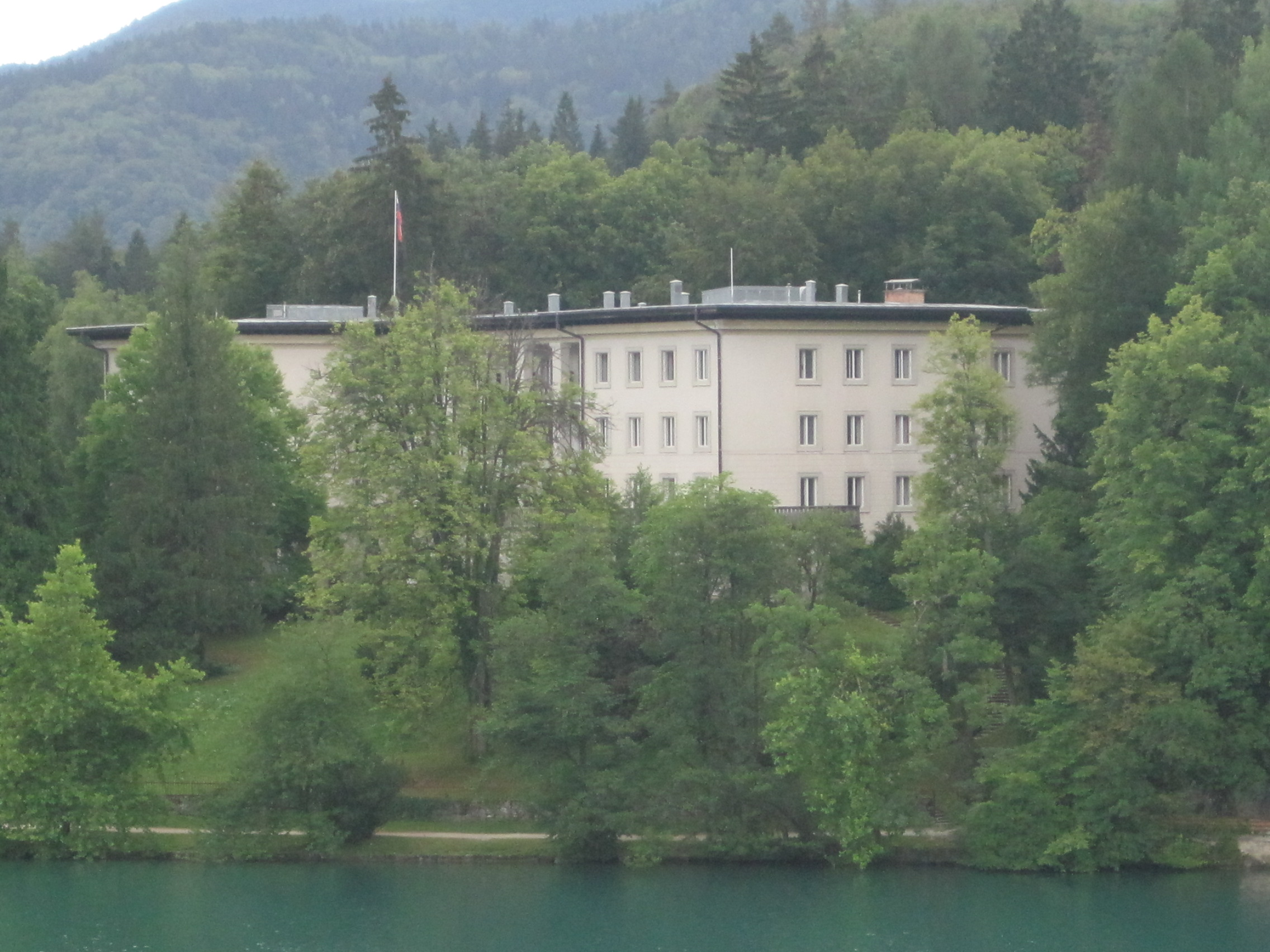
La Villa Bled, où André voit le jour en 1928.

### Une petite enfance en Yougoslavie
Fils du roi Alexandre Ier et de son épouse la reine Marie de Roumanie, le prince André voit le jour le 28 juin 1929 dans la petite ville slovène de Bled, où les Karadjordjević possèdent leur résidence d'été. Issu d'un couple mal assorti, l'enfant a deux frères, le prince Pierre (né en 1923) et le prince Tomislav (né en 1928).
En 1934, André a cinq ans lorsque son père est assassiné durant un voyage officiel en France,. Âgé de seulement onze ans, le frère aîné du petit garçon devient alors roi sous le nom de Pierre II, tandis qu'une régence, dirigée par le prince Paul, est mise en place en Yougoslavie,. Pendant plusieurs années, les enfants royaux restent néanmoins sous la garde de leur mère, avec laquelle ils vivent tous les trois au complexe royal de Dedinje.

### Un prince yougoslave au Royaume-Uni

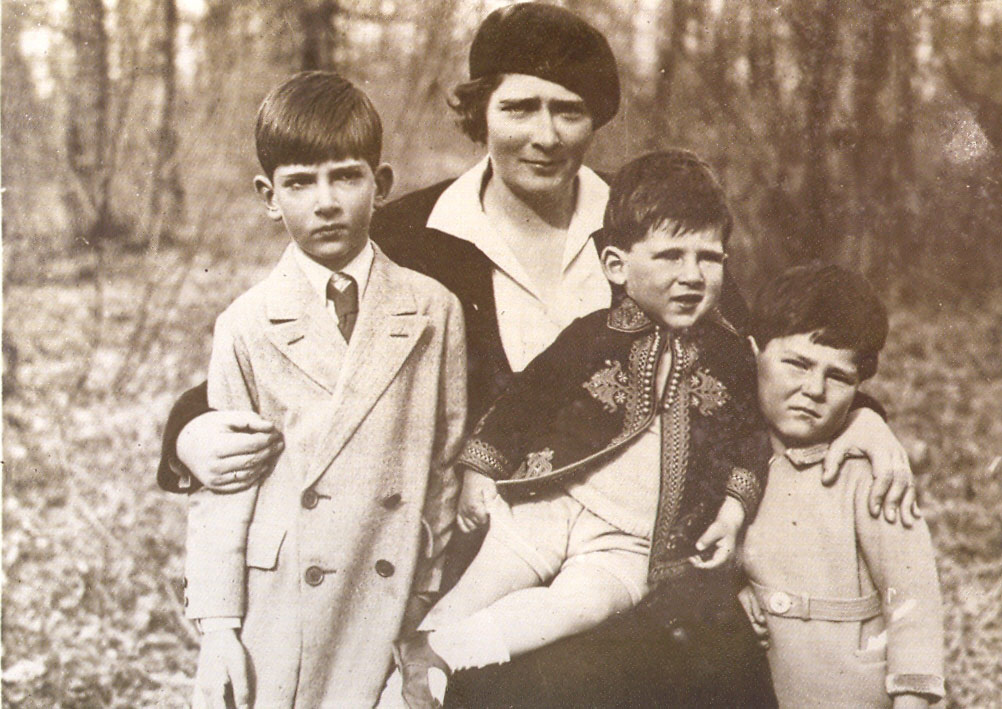
La reine Marie entourée de ses enfants Pierre, André et Tomislav (vers 1933).

En 1937, cependant, la reine Marie quitte la Yougoslavie pour s'installer au Royaume-Uni avec ses deux plus jeunes enfants, tandis que le roi Pierre II reste sous la garde du régent Paul. Tomislav et André sont alors scolarisés à Sandroyd School (en), où ils ont notamment pour camarade Antony Armstrong-Jones, qui épouse plus tard la princesse Margaret du Royaume-Uni. 
Lorsque la Seconde Guerre mondiale éclate, la reine Marie décide de ne pas rentrer en Yougoslavie et de passer la durée du conflit en Grande-Bretagne avec Tomislav et André. Or, le 25 mars 1941, le régent Paul décide de signer le pacte tripartite, faisant ainsi entrer la Yougoslavie dans le camp des puissances de l'Axe. En réaction à ce qu'elle considère comme une trahison, l'armée yougoslave se soulève et proclame la majorité de Pierre II le 27 mars. Rendu furieux par ce retournement de situation, Adolf Hitler attaque la Yougoslavie le 6 avril, avant de l'occuper et de la dépecer. Contraint de se refugier à l'étranger, Pierre II retrouve alors bientôt sa mère et ses frères au Royaume-Uni.
Tandis que, depuis Londres, le gouvernement yougoslave en exil tente de poursuivre la guerre avec l'aide des Tchetniks, une résistance d'inspiration communiste se développe en Yougoslavie. Bientôt majoritaire, cette dernière parvient progressivement à prendre le contrôle du pays et proclame la république le 29 novembre 1945. Désormais apatrides, André et les siens se retrouvent alors sans ressources au Royaume-Uni.

### Une vie sentimentale tumultueuse
Après la Seconde Guerre mondiale, André intègre le Clare College de Cambridge, suivant en cela l'exemple de son frère Tomislav.
En 1954, André fait la connaissance d'une de ses cousines éloignées, la princesse Christine de Hesse-Cassel, lors d'un séjour au Portugal. L'année suivante, les deux jeunes se rapprochent et finissent par se fiancer. Ils se marient ensuite au château de Friedrichshof, en Allemagne, en 1956.
Peu après son mariage, André acquiert une ferme (The Hollonds) située à Langton Green, dans le Kent. L'affaire ne se révèle cependant guère rentable et André se lance dans l'import-export pour faire vivre sa famille. Il devient ensuite directeur de la compagnie d'assurances « H. Clarkson », à Londres.
Avec Christine de Hesse-Cassel, André a deux enfants : Maria Tatiana (née en 1957) et Christophe (né en 1960). Cela n'empêche pas le couple de se séparer en 1961, avant de divorcer l'année suivante. Entre-temps, André a entamé une liaison avec la princesse Kira de Leiningen, avec laquelle il a eu une petite fille, prénommée Lavinia, née en 1961 mais reconnue seulement en 1965.
Remarié en 1963, André a deux autres enfants avec Kira : Vladimir (né en 1964) et Dimitri (né en 1965). Pendant quelque temps, le prince s'installe au Portugal avec son épouse et les enfants qu'il a eu de ses deux unions. Il finit cependant par divorcer une seconde fois en 1972. Peu de temps après ces événements, André part vivre aux États-Unis, où il se remarie une troisième fois, en 1974.

### Décès et inhumation
André est retrouvé mort dans sa voiture le 7 mai 1990 à Irvine, aux États-Unis. L'enquête conclut alors à un suicide par intoxication au monoxyde de carbone. La dépouille du prince est ensuite enterrée au monastère de New Gračanica (en), à Third Lake, dans l'Illinois. Elle y reste jusqu'en 2013, année où elle est finalement rapatriée dans la nécropole des Karageorgevitch, à Topola, en Serbie.

## En littérature
Le prince André fait partie des nombreuses personnalités dont se moque l'écrivain italien Umberto Eco dans la rubrique « Comment devenir chevalier de Malte » de l'ouvrage satirique Comment voyager avec un saumon (1992).